# Tierra de Cameros

Tierra de Cameros a La Rioja

Tierra de Cameros és una comarca de La Rioja, (Espanya), situada a la regió Rioja Mitjana, a la zona de Sierra. Coneguda col·loquialment com a Cameros, està situada entre La Rioja i la província de Sòria (el municipi de Montenegro), formada pel Camero Viejo i el Camero Nuevo, separats entre si per les muntanyes de Cameros. Els uneixen les carreteres que passen per l'Alto de La Rasa i la collada de Sancho Leza.
Nº de municipis: 25
Superfície: 800,27 km²
Població (2007): 3.242 habitants
Densitat: 4,05 hab/km²
Latitud mitjana: 42º 12' 47" nord
Longitud mitjana: 2º 33' 23" oest
Altitud mitjana: 951,83 msnm

## Municipis de la comarca

### Camero Nuevo
Almarza de Cameros (Ribavellosa), El Rasillo de Cameros, Gallinero de Cameros, Lumbreras (El Horcajo, San Andrés, Venta de Piqueras), Montenegro de Cameros (província de Sòria), Nestares, Nieva de Cameros (Montemediano), Ortigosa de Cameros (Peñaloscintos), Pinillos, Pradillo, Torrecilla en Cameros, Viguera (Castañares de las Cuevas, El Puente, Panzares), Villanueva de Cameros, (Aldeanueva de Cameros), Villoslada de Cameros.

### Camero Viejo
Ajamil (Larriba, Torremuña), Cabezón de Cameros, Hornillos de Cameros, Jalón de Cameros, Laguna de Cameros, Leza de Río Leza, Muro en Cameros, Rabanera, San Román de Cameros (Avellaneda, Montalvo en Cameros, Santa María en Cameros, Vadillos, Valdeosera, Velilla), Soto en Cameros (Luezas, Treguajantes, Trevijano), Terroba i Torre en Cameros.